# دختر جادویی (فیلم)
دختر جادویی (به انگلیسی: Magical Girl) فیلمی محصول سال ۲۰۱۴ و به کارگردانی کارلوس ورموت است. در این فیلم بازیگرانی همچون لوئیس برمخو، خوزه ساکریستان، باربارا لنی و اوا یوراک ایفای نقش کرده‌اند.